# Chasmanthium
Chasmanthium és un gènere de plantes de la subfamília centotecòidia, família de les poàcies, ordre de les poals, subclasse de les commelínides, classe de les liliòpsides, divisió dels magnoliofitins.

## Espècies més importants
- Chasmanthium curvifolium (Valdés-Reyna, Morden i S.L.Hatch) Wipff i S.D.Jones
- Chasmanthium gracile (Michx.) Link
- Chasmanthium latifolium (Michx.) H.O.Yates
- Chasmanthium laxum (L.) H.O.Yates
  -     - Chasmanthium laxum subsp. laxum

  - Chasmanthium laxum var. laxum
    - Chasmanthium laxum subsp. sessiliflorum (Poir.) L.G.Clark

  - Chasmanthium laxum var. sessiliflorum (Poir.) Wipff & S.D.Jones
- Chasmanthium nitidum (Baldwin ex Ell) H.O.Yates
- Chasmanthium ornithorhynchum Nees
- Chasmanthium sessiliflorum (Poir.) H.O.Yates